# 基因疾患
基因疾患（genetic disorder）是由基因组中的一个或多个异常引起的健康问题，其可能由单一基因（单基因，monogenic）或多重基因（多基因，polygenic）突变或染色体异常引起。尽管多基因疾患最为常见，此术语通常指单一基因（一个基因或一条染色体）引起的疾患。
若基因疾患是遗传自父母一方或双方，则也被归类为遗传病（hereditary disease）或称遗传疾病（inherited disease）。有些遗传病是由X染色体突变引起的，且具有X连锁遗传；极少数遗传病是通过Y染色体或线粒体DNA遗传的（由于其体积较小基因较少）。
遗传病依據成因又可以細分成：
- 單一基因缺陷的遺傳病
- 染色體變異所引起的遺傳病
- 多重基因共同影響所造成的遺傳病
- 粒線體基因變異所引起的遺傳病

其中因單一基因缺陷而引起的遺傳疾病，又稱為孟德爾型病症。臨床上大多透過遺傳基因檢測來輔助診斷以及帶因篩檢。

## 分類

### 單一基因缺陷造成的遺傳病
體染色體隱性遺傳病 (autosomal recessive inheritable disease)，又可稱為自體隱性遺傳病、常染色體隱性遺傳病
- 囊胞性纖維症
- 苯丙酮尿症
- 鎌刀型貧血症
- 地中海貧血
- 白化症
- 甲一型抗胰蛋白酶缺乏症
- 腺嘌呤去胺酶缺乏症

 體染色體顯性遺傳病 (autosomal dominant inheritable disease)，又可稱為自體顯性遺傳病、常染色體顯性遺傳病
- 家族性高膽固醇症
- 亨丁頓舞蹈症
- 軟骨發育不全症
- 多指畸形
- 珀茨－杰格斯综合征

X染色體聯鎖隱性遺傳病
- 葡萄糖六磷酸鹽脫氫酶缺乏症（蠶豆症）
- 裘馨氏肌肉萎縮症
- 血友病（A及B型）
- 戴薩克斯症
- 色盲
- X染色體易裂症

 X染色體聯鎖顯性遺傳病
- 低磷酸鹽性佝僂症（維他命D阻礙性佝僂症）

### 染色體異常數量所引起的遺傳病
- 唐氏症
- 克林菲爾德症候群
- 透納氏症候群
- Léri-Weill軟骨骨生成障礙綜合症
- 普瑞德威利症候群
- 天使人症候群(又稱安格曼症候群)

### 多重基因共同影響所造成的遺傳病
- 冠狀心臟疾病
- 高血壓
- 中風
- 許多種類的癌症。

### 粒線體基因變異所引起的遺傳病
有數種遺傳性疾病是因為粒線體的DNA發生突變所致。由於受精時只有來自卵子的粒線體會留給胚胎，故此線粒體DNA突變的疾病是母系遺傳。
如賴博氏遺傳性視覺神經症（Leber hereditary optic neuroatrophy）這種視覺神經疾病，就與此類基因突變有關。
但即使帶有具這種突變基因的粒線體，超過50%的男性和85%的女性都不會發病。
凱恩斯-沙耶症候群（Kearns-Sayre syndrome）則主要源於粒線體DNA中的基因缺失而導致粒線體功能下降，影響細胞呼吸而引起，從而影響器官功能，對肌肉、眼睛及心臟影響尤甚。不過粒線體基因突變的原因以及帶有突變基因者的發病率仍然在研究中。